# Здрава дијета
Здрава дијета се практикује у доношењу одлука о томе шта јести са намером одржавања доброг здравља. Ово обично подразумева конзумирање хранљиве материје и једење адекватне количине свих група хране укључујући и адекватну количину воде. Пошто су људске хранљиве материје комплексне, здрава дијета може бити веома широка и тема је индивидуалне генетике, окружења и здравља. Отприлике 20% људске популације, недостаје им храна и лоша храна је главна сметња здраве исхране. 